# Viacheslav Kurennoy
Viacheslav Kurennoy –en ruso, Вячеслав Куренной– (10 de diciembre de 1932-23 de diciembre de 2019) fue un deportista soviético que compitió en waterpolo y natación.
Participó en dos Juegos Olímpicos de Verano en los años 1956 y 1960, obteniendo dos medallas en waterpolo, bronce en Melbourne 1956 y plata en Roma 1960. Ganó una medalla de bronce en el Campeonato Europeo de Waterpolo de 1958.
Además, consiguió una medalla de bronce en el Campeonato Europeo de Natación de 1954.

## Palmarés internacional
| Juegos Olímpicos   | Juegos Olímpicos      | Juegos Olímpicos  | Juegos Olímpicos |
| Año                | Lugar                 | Medalla           | Competición      |
| ------------------ | --------------------- | ----------------- | ---------------- |
| 1956               | Melbourne (Australia) | Medalla de bronce | Torneo masculino |
| 1960               | Roma (Italia)         | Medalla de plata  | Torneo masculino |
| Campeonato Europeo |                       |                   |                  |
| Año                | Lugar                 | Medalla           | Prueba           |
| 1958               | Budapest (Hungría)    | Medalla de bronce | Torneo masculino |

| Campeonato Europeo | Campeonato Europeo | Campeonato Europeo | Campeonato Europeo |
| Año                | Lugar              | Medalla            | Prueba             |
| ------------------ | ------------------ | ------------------ | ------------------ |
| 1954               | Turín (Italia)     | Medalla de bronce  | 4 × 200 m libre    |